# Muslim Gadzhimagomedov
Muslim Gadzhimagomedov (em russo:  Муслим Гаджимагомедов; Nitilsukh, 14 de janeiro de 1997) é um boxeador russo, medalhista olímpico.

## Carreira
Gadzhimagomedov conquistou a medalha de prata nos Jogos Olímpicos de Verão de 2020 em Tóquio como representante do Comitê Olímpico Russo, após confronto na final contra o cubano Julio César La Cruz na categoria peso pesado. Ele estreou profissionalmente em 24 de dezembro de 2021 em disputa contra Deibis Berrocal.